# Lista över Spaniens nationalparker

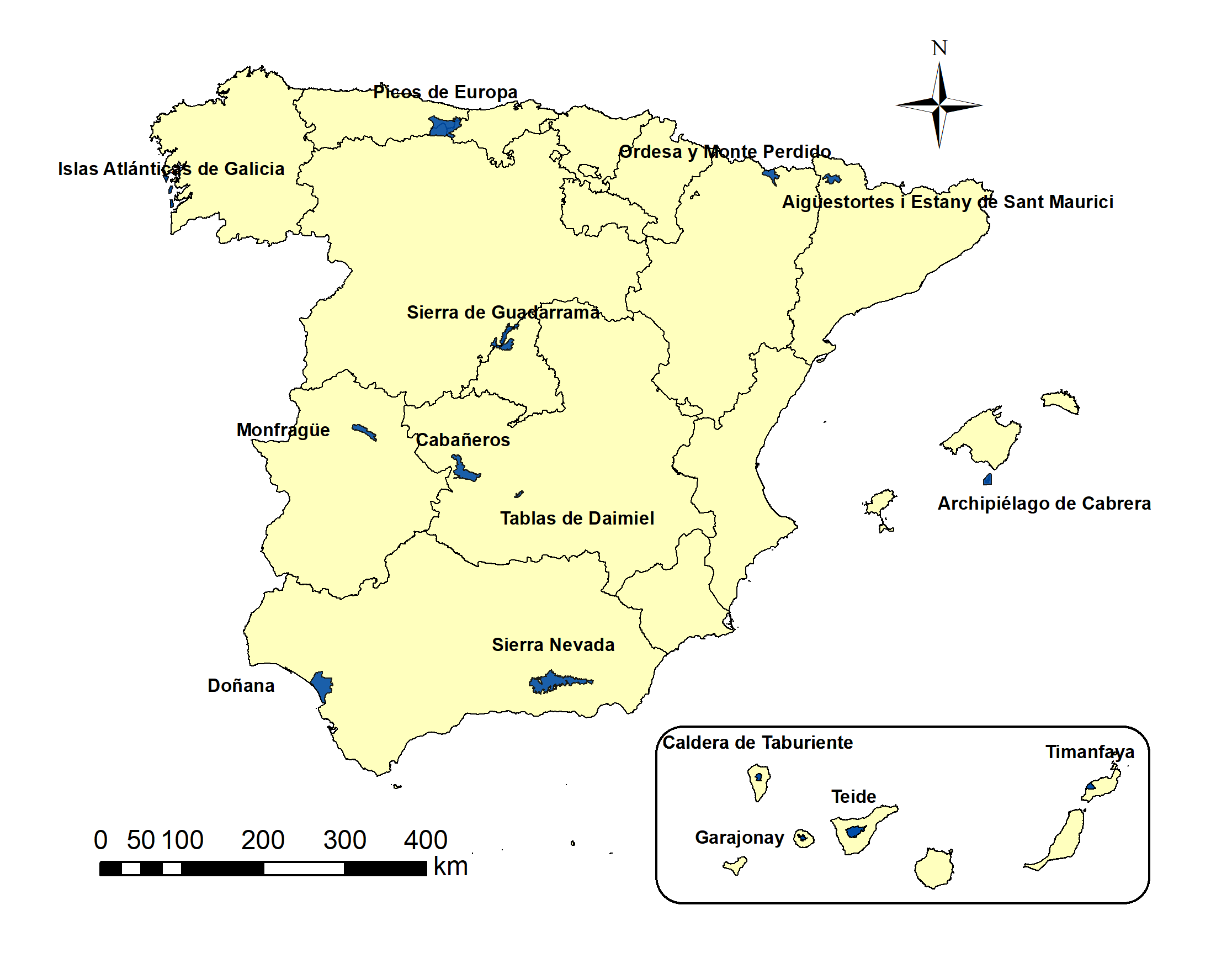
Nationalparker i Spanien

Lista över Spaniens nationalparker
| Namn                                               | Provins                               | Autonom region                    | Länk         |
| -------------------------------------------------- | ------------------------------------- | --------------------------------- | ------------ |
| Aigüestortes i Estany de Sant Maurici nationalpark | Lleida                                | Katalonien                        |              |
| Archipiélago de Cabrera nationalpark               | Balearerna                            | Balearerna                        |              |
| Cabañeros nationalpark                             | Ciudad Real, Toledo                   | Kastilien-La Mancha               |              |
| Caldera de Taburiente nationalpark                 | Santa Cruz de Tenerife (La Palma ön)  | Kanarieöarna                      |              |
| Doñana nationalpark                                | Huelva, Sevilla                       | Andalusien                        |              |
| Garajonay nationalpark                             | Santa Cruz de Tenerife (La Gomera ön) | Kanarieöarna                      |              |
| Illas Atlánticas de Galicia nationalpark           | La Coruña & Pontevedra                | Galicien                          | [ död länk ] |
| Monfragüe nationalpark                             | Caceres                               | Extremadura                       |              |
| Ordesa y Monte Perdido nationalpark                | Huesca                                | Aragonien                         |              |
| Picos de Europa nationalpark                       | Asturias, León, Cantabria             | Asturias, Castile-Leon, Cantabria |              |
| Sierra Nevada nationalpark                         | Granada, Almería                      | Andalusien                        |              |
| Tablas de Daimiel nationalpark                     | Ciudad Real                           | Kastilien-La Mancha               |              |
| Teide nationalpark                                 | Santa Cruz de Tenerife (Tenerife ön)  | Kanarieöarna                      |              |
| Timanfaya nationalpark                             | Las Palmas (Lanzarote ön)             | Kanarieöarna                      |              |
| Guadarrama nationalpark                            | Madrid, Segovia                       | Madrid, Castile-Leon              | [ död länk ] |